# Ostatnie Imperium
Z mgły zrodzony (ang. Mistborn) – cykl książek Brandona Sandersona, którego akcja dzieje się na planecie Scadrial, będącej częścią Cosmere. Do 2022 wydano siedem powieści oraz trzy krótsze utwory. 
Autor zapowiedział wydanie kolejnej trylogii powieści, której akcja ma się rozgrywać w Erze Trzeciej.

## Utwory dotąd wydane w ramach cyklu

### Oryginalna trylogia (Era Pierwsza)
powieści
- Z mgły zrodzony, Wydawnictwo Mag, 2008 i 2016, ISBN 978-83-7480-080-8 (The Final Empire, Tor Books, 2006, ISBN 978-0-7653-5038-1)
- Studnia wstąpienia, Wydawnictwo Mag, 2010 i 2016, ISBN 978-83-7480-153-9 (The Well of Ascension, Tor Books, 2007, ISBN 978-0-7653-5613-0)
- Bohater wieków, Wydawnictwo Mag, 2011 i 2016, ISBN 978-83-7480-200-0 (The Hero of Ages, Tor Books, 2008, ISBN 978-0-7653-5614-7)

krótsze utwory
- Jedenasty metal w Bezkres magii(inne języki), Wydawnictwo Mag, 2017 (The Eleventh Metal, opowiadanie,  Tor Books, 2016) -
- Tajna historia(inne języki), w Bezkres magii, Wydawnictwo Mag 2017 (Mistborn: Secret history, Tor Books, 2016)

### Seria Waxa i Wayne’a (Era Druga)
powieści
- Stop prawa(inne języki), Wydawnictwo Mag, 2012 ISBN 978-83-7480-238-3 (The Alloy of Law, Tor Books, 2011, ISBN 978-0-7653-3042-0)
- Cienie tożsamości(inne języki), Wydawnictwo Mag, 2016 ISBN 978-83-7480-637-4 (Mistborn: Shadows of Self, Tor Books, 2015, ISBN 978-0-7653-7855-2)
- Żałobne opaski(inne języki), Wydawnictwo Mag, 2016 ISBN 978-83-7480-646-6 (Mistborn: The Bands of Mourning, Tor Books, 2016, ISBN 978-0-7653-7857-6)
- Zaginiony metal(inne języki), Wydawnictwo Mag, 2022 (Mistborn: The Lost Metal, Tor Books, 2022)

krótsze utwory
- Allomanta Jak i Czeluście Eltanii, odcinki od 28 do 30, w Bezkres magii, Wydawnictwo Mag 2017 (Allomancer Jak and the Pits of Eltania, Episodes 28 through 30, Tor Books, 2016)

## Magia
Jako świat fantastyczny, Scadrial (planeta, na której rozgrywa się akcja) nie jest pozbawiona magii. Ta zaś oparta jest na niezwykłych właściwościach, jakie w tym świecie posiadają metale. Ludzie, którzy potrafią je wykorzystywać, to, w zależności od sposobu, w jaki mogą to robić, allomanci i feruchemicy.

### Allomancja
Allomanci potrafią spalać metale, które znajdują się w ich żołądku, dzięki czemu uzyskują specjalne możliwości. Metale allomantyczne dzielą się na pary, z których jeden Przyciąga, a drugi Odpycha – ich działanie jest od siebie odwrotne, z czego jeden metal jest stopem drugiego. Pary zaś dzielą się na metale wewnętrzne i zewnętrzne, jedne działające na samego użytkownika, drugie zaś – na inne osoby. Wszystkie zaś metale można podzielić na trzy grupy: zwykłe, które używają wszyscy allomanci, wyższe, będące o wiele rzadsze, oraz boskie, potężniejsze od pozostałych.
Allomanci dzielą się na dwie kategorie – Mglistych, oraz Zrodzonych z Mgły. Mgliści to ludzie „przypisani” do pojedynczego metalu, mogący spalać tylko ten jeden. Zrodzeni zaś mogą używać ich wszystkich. Każdy, kto potrafi spalać więcej niż jeden metal, potrafi spalać je wszystkie.
Każdy Zrodzony ma moce uśpione przy urodzeniu, korzystać z nich może dopiero po Złamaniu, czyli przeżyciu jakiejś głębokiej, psychicznej traumy. Z reguły allomanci to potomkowie arystokratów – wprawdzie skaa niekiedy mają tę umiejętność, lecz jest to dowód mieszanego pochodzenia.
Metale zwyczajne
Fizyczne:
- Żelazo – Pozwala przyciągać znajdujące się dookoła metale.
- Stal – Pozwala odpychać znajdujące się dookoła metale.
- Cyna – wzmacnia zmysły spalającego.
- Cyna z ołowiem – wzmacnia ciało spalającego.

Psychiczne:
- Mosiądz – Uspokaja cudze uczucia.
- Cynk – Rozpala cudze uczucia.
- Miedź – Ukrywa używanie allomancji przed brązem.
- Brąz – Pozwala na wyczucie pobliskich allomantów.

Metale wyższe
- Złoto – pokazuje spalającemu jego przeszłość i możliwe konsekwencje, gdyby poczynił w życiu inne wybory. Jest rzadko używane, gdyż nie ma realnego zastosowania, a może spowodować traumatyczne przeżycia.
- Elektrum – pokazuje spalającemu jego przyszłość. Jego użyteczność polega głównie na możliwości obrony przed atium.
- Aluminium – natychmiastowo niszczy wszystkie metale znajdujące się w żołądku.
- Duraluminium – natychmiastowo wzmacnia wielokrotnie wszystkie spalane w tym samym czasie metale, zużywając ich zapasy w jednym, potężnym wybuchu mocy.
- Nicrosil(inne języki) – Wzmacnia allomantyczne spalanie drugiej osoby
- Chrom – Niszczy wszystkie rezerwy allomantyczne drugiej osoby.
- Kadm – Spowalnia czas.
- Stop bizmutowy – Przyśpiesza czas.

Metale boskie
- Atium – pozwala na zobaczenie przyszłości innych ludzi, pokazując ich „cienie”, poruszające się tak, jak poruszą się oni, dodatkowo wzmacniając umysł i pozwalając mu przetworzyć te informacje. Spalający atium jest właściwie niepokonany w walce i jedyny sposób na wyrównanie szans jest spalenie atium lub elektrum samemu. Wtedy oboje walczących widzi przyszłość, i każda zmiana zamiarów jednego zmienia zamiary drugiego, co zmienia zamiary pierwszego i tak w koło, tworząc chaos i tysiące widocznych cieni atium.
- Malatium (Jedenasty Metal) – pozwala na zajrzenie w czyjąś przeszłość.
- Lerasium – metal Zachowania, dający zdolności allomantyczne
- Harmonium (Ettmetal) – metal Harmonii

### Feruchemia
Feruchemicy również korzystają z metali, jednak zamiast spalając je, zamykają w nich własne cechy. Każdy metal ma jakąś cechę, którą można go uzupełnić. Metal nigdy się nie zużywa i można go wykorzystywać w nieskończoność, co jest wyższością nad mocami allomantów, jednak wymaga od Feruchemika spędzenia jakiegoś czasu na magazynowaniu cechy – przykładowo napełniając pierścień cechą przytomności, sam jest na granicy snu – im dłużej, tym więcej cechy tej może wykorzystać w przyszłości. W przeciwieństwie do allomantów, nie musi mieć metali w żołądku – musi go po prostu dotykać.
Feruchemik może zużyć daną cechę w dużo krótszym czasie niż spędził na jej magazynowaniu – mając dwa miesiące zmagazynowanej siły, może przez kolejne dwa być nieco silniejszym, ale może też zużyć tę siłę w ciągu godziny i przebić mur dłońmi.
Jedyni znani feruchemicy pochodzą z prowincji Terris. Zostali niemal całkowicie wymordowani przez Ostatniego Imperatora i są dużo mniej liczni niż allomanci. Feruchemicy nazywają swoje metale „metalmyślami”:
- Żelazomyśl – ciężar.
- Stalmyśl – szybkość.
- Cynomyśl – ostrość zmysłów (zmysły można przechowywać oddzielnie, na przykład tylko słuch).
- Pewtermyśl – siła.
- Mosiądzmyśl – ciepło.
- Cynkmyśl – szybkość myślenia.
- Miedziomyśl – wspomnienia i myśli.
- Brązmyśl – przytomność.
- Atiummyśl – wiek.
- Złotomyśl – zdrowie.